# Лігай (Оклахома)
Лігай (англ. Lehigh) — місто (англ. city) в США, в окрузі Коул штату Оклахома. Населення — 272 особи (2020).

## Географія
Лігай розташований за координатами 34°28′29″ пн. ш. 96°13′18″ зх. д. / 34.47472° пн. ш. 96.22167° зх. д. (34.474729, -96.221689).  За даними Бюро перепису населення США в 2010 році місто мало площу 4,20 км², з яких 4,07 км² — суходіл та 0,13 км² — водойми.

### Клімат
| Клімат : Лігай        | Клімат : Лігай | Клімат : Лігай | Клімат : Лігай | Клімат : Лігай | Клімат : Лігай | Клімат : Лігай | Клімат : Лігай | Клімат : Лігай | Клімат : Лігай | Клімат : Лігай | Клімат : Лігай | Клімат : Лігай | Клімат : Лігай |
| Показник              | Січ.           | Лют.           | Бер.           | Квіт.          | Трав.          | Черв.          | Лип.           | Серп.          | Вер.           | Жовт.          | Лист.          | Груд.          | Рік            |
| Середній максимум, °C | 9,6            | 12,6           | 17,7           | 23,1           | 26,4           | 30,8           | 34,1           | 34,5           | 29,8           | 24,3           | 17,4           | 11,6           | 22,7           |
| Середній мінімум, °C  | −2,8           | −0,3           | 4,8            | 10,1           | 14,7           | 19,2           | 21,7           | 21,2           | 17,2           | 10,7           | 4,9            | −0,6           | 10,1           |
| Норма опадів, мм      | 51             | 64             | 91             | 117            | 135            | 107            | 64             | 64             | 122            | 94             | 81             | 58             | 1049           |
| --------------------- | -------------- | -------------- | -------------- | -------------- | -------------- | -------------- | -------------- | -------------- | -------------- | -------------- | -------------- | -------------- | -------------- |
| Джерело: weather.com  |                |                |                |                |                |                |                |                |                |                |                |                |                |

## Демографія
Згідно з переписом 2010 року, у місті мешкало 356 осіб у 130 домогосподарствах у складі 86 родин. Густота населення становила 85 осіб/км².  Було 145 помешкань (35/км²).
Расовий склад населення:
| - 75,6 % — білих - 9,3 % — корінних американців - 1,1 % — чорних або афроамериканців |

До двох чи більше рас належало 13,5 %. Частка іспаномовних становила 1,1 % від усіх жителів.
За віковим діапазоном населення розподілялося таким чином: 33,1 % — особи молодші 18 років, 53,1 % — особи у віці 18—64 років, 13,8 % — особи у віці 65 років та старші. Медіана віку мешканця становила 35,7 року. На 100 осіб жіночої статі у місті припадало 109,4 чоловіків;  на 100 жінок у віці від 18 років та старших — 100,0 чоловіків також старших 18 років.
Середній дохід на одне домашнє господарство  становив 52 719 доларів США (медіана — 35 625), а середній дохід на одну сім'ю — 61 278 доларів (медіана — 44 167). Медіана доходів становила 40 833 долари для чоловіків та 26 250 доларів для жінок. За межею бідності перебувало 9,8 % осіб, у тому числі 9,9 % дітей у віці до 18 років та 11,4 % осіб у віці 65 років та старших.
Цивільне працевлаштоване населення становило 123 особи. Основні галузі зайнятості: освіта, охорона здоров'я та соціальна допомога — 31,7 %, роздрібна торгівля — 13,8 %, публічна адміністрація — 12,2 %, будівництво — 10,6 %.